# دامنه سخن
در علوم صوری، دامنه سخن (به انگلیسی: domain of discourse)، همچنین جهان سخن، مجموعه جهان، یا به اختصار، جهان، مجموعه ای از موجودیت (entity) هاست که متغیرهای صوری مشخصی می‌توانند رو آنها تغییر کنند.

## بررسی اجمالی

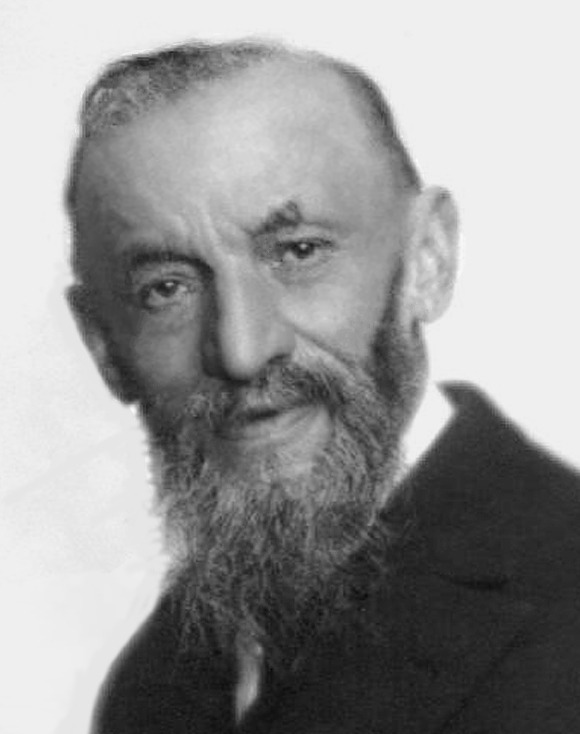
جوزپه پئانو

دامنه سخن معمولاً در ابتدا مشخص می‌شود، به طوری که نیازی نیست هربار محدوده متغیرهای مرتبط را تعیین کنیم. بسیاری از منطق دانان، گاهی اوقات، تلویحاً بین دامنه یک علم و جهان سخن یک صوری سازی از آن علم تمایز قائل می‌شوند. جوزپه پئانو، نظریه اعداد (حساب اعداد صحیح مثبت) را صوری سازی کرد، به نحوی که دامنه اش را اعداد صحیح مثبت قرار داده و جهان سخن را شامل همه اعداد، و نه فقط اعداد صحیح در نظر گرفت.

## مثال
برای مثال، در یک تعبیر از منطق مرتبه اول، دامنه سخن مجموعه ای از اشیاء است که سورها بر روی آنها تغییر می‌کنند. یک گزاره مانند ∀x (x۲ ≠ ۲) مبهم است، اگر دامنه سخنی مشخص نشده باشد. در یک تعبیر، دامنه سخن می‌تواند مجموعه اعداد حقیقی باشد؛ در تعبیر دیگر، می‌تواند مجموعه اعداد طبیعی باشد. اگر دامنه سخن مجموعه اعداد حقیقی باشد، این گزاره غلط است؛ با x = √۲ به عنوان یک مثال نقض. اگر دامنه مجموعه اعداد طبیعی باشد، این گزاره درست است، چرا که ۲ مربع هیچ عدد طبیعی نیست.

## جهان سخن
اصطلاح جهان سخن به‌طور کلی اشاره به مجموعه اشیاء مورد بحث در یک گفتمان خاص دارد. در معناشناسی نظریه مدلی، یک جهان سخن، مجموعه اشیائیست که یک مدل مبتنی بر آن ساخته شده‌است. مفهوم جهان سخن عموماً به آگوستوس د مورگان (۱۸۴۶) نسبت داده می‌شود، اما همین نام برای نخستین بار در تاریخ توسط جرج بول (۱۸۵۴) در صفحه ۴۲ از قوانین اندیشهاش در متنی بلند و نافذ به کار رفت که ارزش مطالعه دارد. این مفهوم، احتمالاً مستقلاً توسط بول در سال ۱۸۴۷ کشف شده، نقشی حیاتی در فلسفهٔ منطق اش، به خصوص در اصل خیره کننده مرجع کل گرای او بازی کرد.
یک پایگاه داده، مدلی از نمودی از واقعیت یک سازمان است. این که این واقعیت را «جهان سخن» بگوییم یا «دامنه سخن»، قابل مناقشه است.

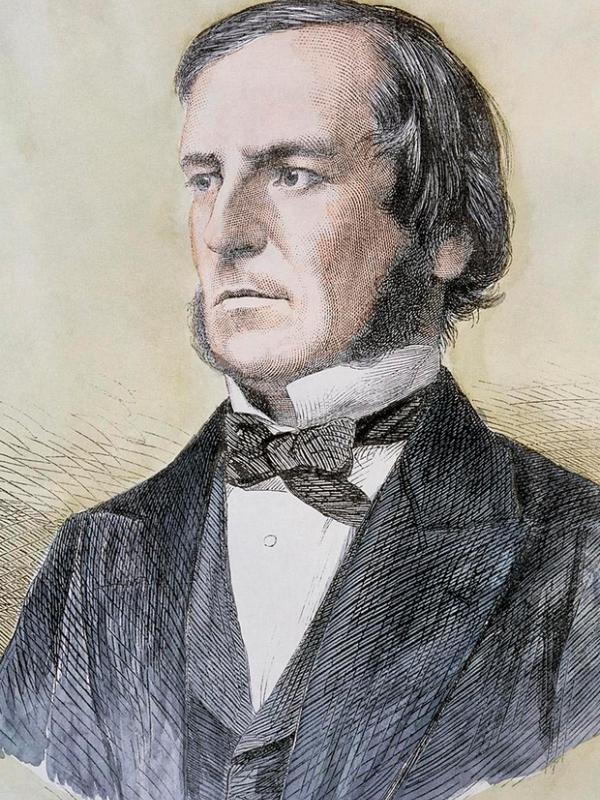
جورج بول